# Dan Halutz
 Dan Halutz ? (hebraisk: דן חלוץ) (født 7. august 1948 i Tel Aviv, Israel) er generalløjtnant og tidligere leder af de israelske flystyrker. Halutz blev udnævnt som forsvarschef (hebraisk:רמטכ"ל) d. 1. juni 2005. 17. januar 2007 indleverede han sin afskedsbegæring. Han har en uddannelse indenfor økonomi. Han blev født i en mizrahisk jødisk familie med genetisk arv fra Iran og Irak.